# Hòa Thạnh, Châu Thành (Tây Ninh)
Hòa Thạnh là một xã thuộc huyện Châu Thành, tỉnh Tây Ninh, Việt Nam.

## Địa lý
Xã Hòa Thạnh nằm ở phía tây huyện Châu Thành, có đường biên tiếp giáp Campuchia dài 5,5 km (trong đó có 2 cột mốc biên giới là 147 và 148), có vị trí địa lý:
- Phía đông giáp xã Hòa Hội
- Phía tây giáp xã Biên Giới
- Phía nam giáp Campuchia
- Phía bắc giáp xã Phước Vinh.

Xã Hòa Thạnh có diện tích 34,99 km², dân số năm 2019 là 4.501 người, mật độ dân số đạt 129 người/km².

## Hành chính
Xã Hòa Thạnh được chia thành 5 ấp: Hiệp Phước, Cây Ổi, Hòa Hợp, Hiệp Thành, Hiệp Bình.